# Universitat Estatal Social de Rússia
La Universitat Social Estatal de Rússia (RSSU; rus: Российский государственный социальный университет, abbreviated as РГСУ) va ser la primera universitat pública de la Federació Russa a oferir programes de grau i postgrau en l'àmbit del treball social. Es troba a Moscou on van situar els seus tres campus principals històricament importants. La Universitat Social Estatal de Rússia està reconeguda com a una institució tradicional de propietat estatal totalment acreditada. L'actual rectora és Natalia Pochinok.

## Història
L'RSSU va ser fundada l'any 1991 amb el mandat de continuar el nucli de les activitats de recerca i docència de l'antiga Escola Superior del Partit Comunista. Inicialment, la recerca i la docència es van centrar en les ciències socials i polítiques. A poc a poc, les activitats de la Universitat es van estendre al treball de projectes de política social per a les institucions de l'Estat, així com a la formació i el suport dels administradors en funcions. També es va convertir en la principal institució per desenvolupar i redactar reformes socials. L'RSSU va ser la primera universitat de la Federació Russa que va llançar programes educatius en les àrees de Treball Social, Treball Social Juvenil, Seguretat Social, Gerontologia Social i Suport Social per a persones amb discapacitat. Des de l'inici d'aquests programes, més de 400.000 treballadors socials s'han graduat a la Universitat.

## Moments històrics destacats
- 1991: L'Institut Social de l'Estat de Rússia es va establir per la llei núm. 15 del Govern de la Federació Russa.
- 1991: En un dels llocs més pintorescs de Moscou, el Parc Nacional Losiny Ostrov, es va obrir el primer campus de l'Institut Social de l'Estat Rus.
- 1994: L'Institut Social Estatal de Rússia va ser rebatejat com a Universitat Social Estatal de Moscou.
- 1998: la Universitat Social Estatal de Moscou va rebre l'estatus d'universitat pública tradicional.
- 1999: Es va fundar el campus de Stromynka.
- 2003: La Universitat va rebre el seu campus més preuat i històricament únic al carrer Wilhelm Pieck.
- L'any 2005, la Universitat Social Estatal de Rússia va rebre el seu nom actual.
- 2005: Al territori del campus de la Universitat Social de l'Estat rus, amb l'ajuda d'estudiants i donacions del personal acadèmic, es va fundar l'església ortodoxa que porta el nom de la icona Feodorovskaya de la Mare de Déu.
- 2006: El govern de la Federació Russa va concedir el personal acadèmic de la Universitat Social Estatal de Rússia en l'àmbit de l'educació.

## Facultats

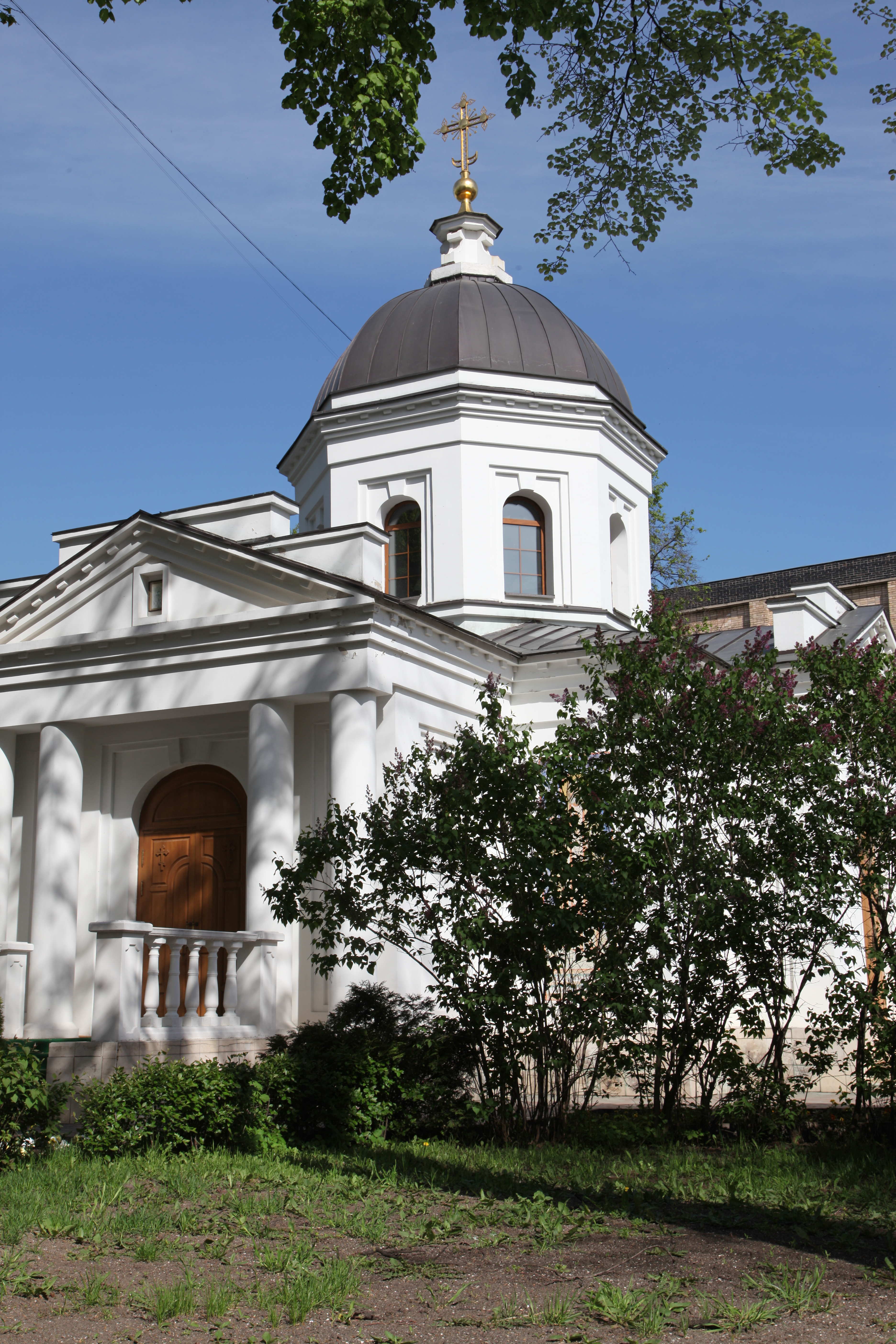
Església ortodoxa als terrenys del campus de la Universitat Social Estatal de Rússia a Moscou

L'RSSU té 16 facultats que estan connectades amb una varietat d'àmbits científics.
- Facultat de Sociologia
- Facultat de Tecnologies de la Informació
- Facultat de Psicologia
- Facultat d'Art i Activitats Culturals
- Facultat de Dret
- Facultat de Lingüística
- Facultat de Treball Social
- Facultat d'Humanitats
- Facultat d'Economia
- Facultat de Formació Preuniversitària
- Facultat de Gestió
- Facultat d'Educació Superior
- Facultat de Gestió de la Comunicació
- Facultat d'Educació a Distància
- Facultat de Postgrau
- Facultat Preparatòria per a Estudiants Internacionals

Entre les especialitats destacades dels programes de grau, postgrau i doctorat s'hi poden trobar: Sociologia, Treball Social, Gestió de l'Atenció Juvenil, Psicologia, Anàlisi i Resolució de Conflictes, Economia, Gestió, Gestió de Recursos Humans, Sistemes d'Informació Empresarial, Psicologia i Estudis Pedagògics, Educació Especial, Lingüística, Relacions Internacionals, etc.

## Campus

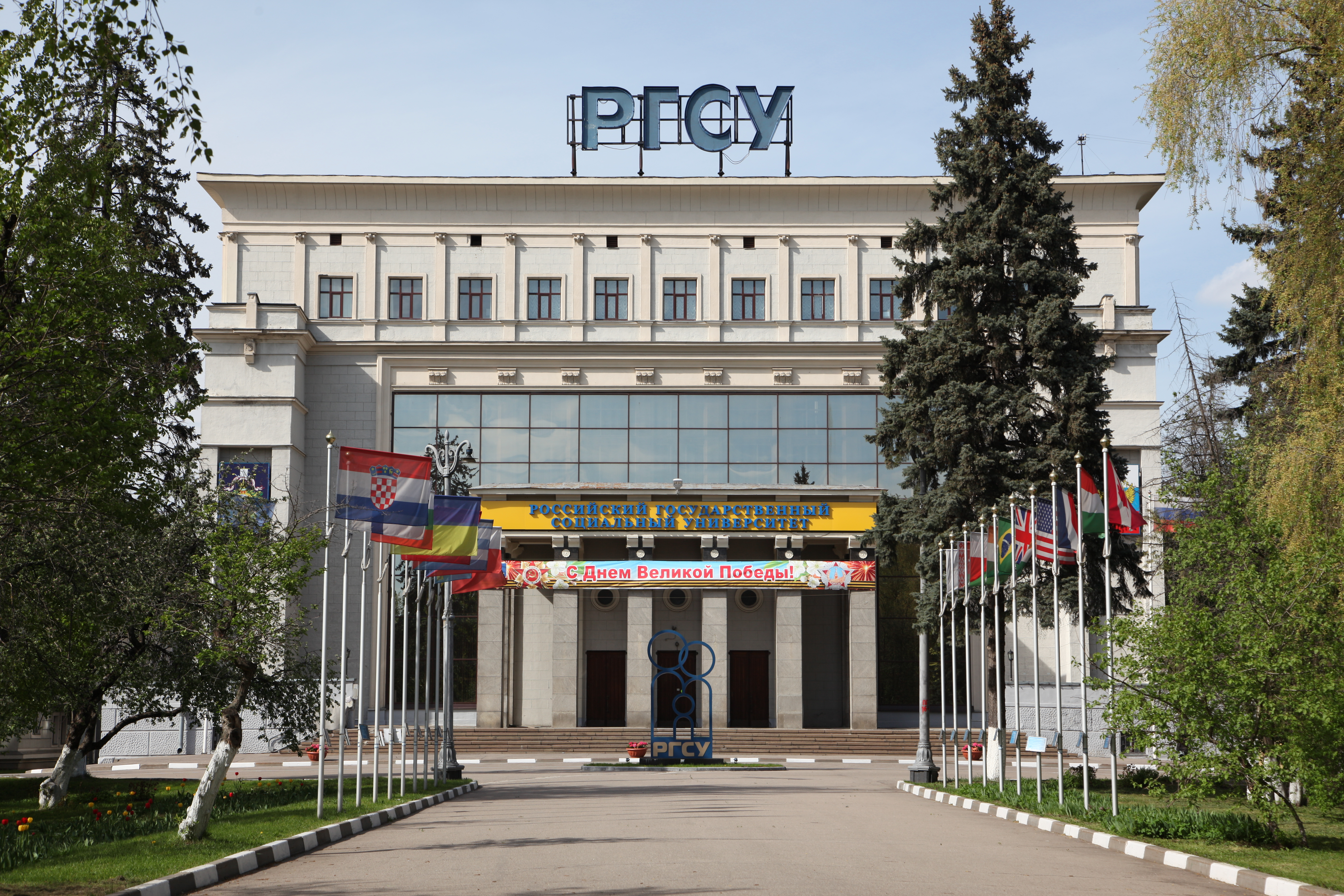
Edifici principal de la Universitat Social Estatal Russa (campus al carrer Wilhelm Pieck)

Els campus de l'RSSU es troben a diferents zones de Moscou i cadascun d'ells té una història única.
Campus al carrer Wilhelm Pieck: Hi ha un complex d'edificis acadèmics i administratius al carrer Wilhelm Pieck, que inclou una biblioteca i instal·lacions esportives (gimnàs, piscina, pista de atletisme, etc).
L'actual edifici principal de la Universitat Social Estatal Russa va passar per una llarga i interessant història. A partir de la dècada de 1920 hi havia una seu de l'Acadèmia Internacional del Moviment Sindical, on es van formar els membres dels partits comunistes de diferents països, on aquestes activitats estaven prohibides. La Internacional Comunista (Comintern) es va instal·lar al mateix edifici des de 1938 fins a 1943. Durant aquest temps hi treballaven actors tan importants del Moviment Internacional com Georgi Dimitrov, Dmitri Manuilsky, Moris Torez, Dolores Ibarruri, Klement Gottwald, Palmiro Togliatti, Otto Kuusinen, Walter Ulbricht, entre d'altres. A partir de 1943, amb les exigències del període històric, a l'edifici s'hi va instal·lar l'Oficina d'Informació Soviètica, una mena de fusió entre el KGB, el Ministeri d'Afers Exteriors i la contraintel·ligència soviètica. S'hi van preparar moltes operacions reconegudes contra l'oficina d'intel·ligència nazi, processament de dades, etc. L'any 1956, l'edifici principal del carrer Wilhelm Pieck va passar a l'Escola Superior del Partit, que el 1959 va ser substituïda per l'Institut Marx-Engels-Lenin, hi va existir fins al 1991. El 2003 va passar a formar part del campus de la Universitat Social Estatal de Rússia.
Campus al carrer Stromynka
Els edificis acadèmics, l'oficina d'admissió d'estudiants, el centre cultural i un centre mèdic formen part del territori del campus al carrer Stromynka.
Campus al Parc Nacional Losiny Ostrov
Aquest campus RSSU al parc nacional Losiny Ostrov es troba en una de les zones més pintoresques i ecològicament netes de Moscou. Tots els costats del campus estan envoltats pel bosc. Els edificis acadèmics, les universitats i els dormitoris d'estudiants formen part de l'àrea del campus.

## Relacions internacionals
La Universitat Social Estatal de Rússia atrau estudiants de tot el món pels seus programes educatius. Rep anualment més d'un centenar d'estudiants que participen en els programes de mobilitat d'Europa, Amèrica del Sud, Àsia i països de la CEI. Té una fructífera història de cooperació internacional amb més d'un centenar d'acords arreu del món. Entre les universitats col·laboradores s'hi poden trobar les següents:
- Universitat Nacional de Cuyo
- Universitat de Lodz
- Universitat Pai Chai
- Universitat de Huelva
- Universitat d'Ostrava
- Universitat d'Idiomes Estrangers de Dalian

## Exalumnes destacats
- Maria Borodakova - jugadora de voleibol, membre de la selecció nacional (2005-2013), campiona del món (2006, 2010), mestre d'esports de la Federació Russa.
- Aleksandr Galushka - Ministre per al Desenvolupament de l'Extrem Orient rus.
- Iekaterina Gàmova - jugadora de voleibol de la selecció nacional, campiona del món, mestre d'esports de la Federació Russa.
- Olga Kapranova – atleta, campiona mundial i europea, mestre d'esports de la Federació Russa.
- Serguei Kariakin – jugador d'escacs, el gran mestre més jove de la història (rècord Guiness), mestre dels esports d'Ucraïna.
- Evgènia Kulikovskaya - tennista i entrenadora, mestre d'esports de la Federació Russa (1998), guanyador de quatre tornejos WTA (1996).
- Denys Lukashov - kickboxer professional.
- Màxim Martsinkevitx - activista neonazi rus
- Kay Metov – compositor i compositor, artista honrat de Rússia (2015);
- Alan Moore – periodista i pedagog irlandès;
- Ian Nepómniasxi – jugador d'escacs, campió d'Europa (2010), campió de Rússia (2010).
- Natàlia Pochinok – Doctora en Economia, professora, rectora de la Universitat Social Estatal Russa
- Vassili Iakemenko - personatge públic i polític, empresari, fundador i líder permanent del moviment juvenil «Moving Together».